# Helmer Alexandersson
Helmer Alexandersson (Stockholm, 16 november 1886 - aldaar, 24 december 1927) was een Zweeds componist en violist.

## Biografie
Over het leven van Alexandersson is relatief weinig bekend. Alexandersson werd geboren in een gezin dat leefde van de handel. Vader Ernst Theodor Alexandersson verkocht scheepsbenodigdheden. Moeder Mathilda Josefina Englund moest zelf gaan werken toen haar man in 1900 overleed. De drie kinderen, waaronder ook de actrice Karin Alexandersson werden onder voogdij gesteld bij een vriend van de familie.
Vanaf 1902 tot 1908 kreeg hij zijn muzikale opleiding aan de Academie voor Muziek in Stockholm. Hij kreeg daar compositieles van Johan Lindberg, ook de opleider van Tor Aulin; vioollessen kreeg hij van Lars Zetterquist. In 1907 werd hij vrijgesteld van de dienstplicht, de reden daarvoor is onbekend. In 1910 en 1911 won hij een beurs om compositie te studeren. In 1912 kwam zijn naam naar voren als componist van de Olympische hyme voor de Olympische Spelen in Stockholm. In 1915 leverde hij zijn tweede symfonie af. In 1918 werd hij (eerste) violist van het bioscooporkest "Röda Kvarn" (Rode Molen), alwaar Rudolf Sahlberg dirigeerde. Alexanderssons Ouverture in c-mineur werd daar eens gespeeld. De componist werd populair bij de directie omdat hij op redelijk korte termijn, als het filmprogramma omgegooid moest worden, een stukje componeerde dat paste in het uiteindelijke programma.
Alhoewel andere Zweedse componisten zijn muziek wel konden waarderen, is Alexandersson nooit echt doorgebroken. Redenen die aangevoerd worden zijn het feit dat hij niet kon of wilde dirigeren. De meeste componisten uit die tijd dirigeerden vaak hun eigen werk, zie b.v. Carl Nielsen en Jean Sibelius. Alexandersson was daarbij een bescheiden teruggetrokken man. Laatste punt was dat hij in 1923 een stuk ondertekende dat een protest was tegen het nogal behoudende muziekbeleid van het Stockholms orkest. Andere ondertekenaars leefden daarna nog vrij lang, doch Alexandersson heeft de ommekeer niet meegemaakt. Hij stierf in zodanige armoede dat de staat zijn begrafenis moest regelen en betalen.

## Werk
Zes jaar na zijn dood leverde zus Karin zijn manuscripten in bij de Koninklijke Academie voor Muziek, alwaar ze nu nog liggen.
Van zijn hand zijn weinig stukken bekend geworden. Van de filmmuziek zijn in kleine kring bekend 
- Ingemarssöenera (1918) regisseur Victor Sjöström
- Herr Arens pengar (1919) van Mauritz Schiller
- Gunnar Hedes saga (1923) idem
- The Birth of a Nation (D.W.Griffiths)
- Sunrise (F.W.Murnau)

Zijn Ouverture en de Tweede Symfonie werden in 2008 op compact disc uitgegeven en dat is anno 2009 ook de enige discografie en dus ook enige bron.